# 1073
1073 је била проста година.

## Догађаји
- Википедија:Непознат датум — Владавина арапске династије Абадида у Севиљи у данашњој Шпанији (од 1023. до 1091).

- Победа Вилијама Освајача над побуњеницима из Мејне, којима је помагао гроф Фулк Анжујски, син Џофрија II.
- Устанак у Саксонији против немачког краља Хајнриха IV.
- 22. април — Изабран је нови папа Гргур VII.
- Византијски поход против Селџука. Виши стратег Исак Комнин је поражен и заробљен. Селџуци су опсели римски логор, али Алексије, Исаков брат и будући цар Византије, окупио је војнике и узвратио ударац.
- Почетак турске инвазије на Малу Азију.
- Хенри IV Салијус, желећи да потврди своје право на црквену инвеституру у Немачкој и Северној Италији, дошао је у сукоб са папом Александром II, а затим и са његовим наследником Гргуром VIIХенри IV Салијус, искористивши неслагање између краља и папе, уз помоћ племства подигао је устанак у Саксонији.
- Савез тројице браће руских кнезова: Изјаслава, Свјатослава и Всеволода Јарославича коначно се распада.
- 20. мај — Велики кнез Свјатослав оптужују свог брата Изјаслава I Јарославича да је ковао заверу са полоцким кнезом Всеславом Брјачиславичем, и у савезу са својим млађим братом Всеволодом Јарославичем протерује Изјаслава из Кијева.
- Изјаслав Јарославич је био приморан да по други пут бежи са супругом код њених рођака у Пољску (први пут 1068. године). Болеслав II Смели, који је био у рату са Немачком и Чешком, одбио је да помогне Изјаславу. Летописац је забележио да је и он опљачкан и протеран.
- Кнез Изјаслав Јарославович се обратио немачком монарху Хајнриху IV за помоћ, који је такође одбио да помогне.
- Свјатослав Јарославович је преузео кијевски престо и задржао Чернигов.
- Владимир II Мономах је премештен из Смоленска да влада у Владимир-Волинском.
- Свети Антоније Печерски се вратио у Кијев из Чернигова, одакле је био приморан да побегне 1069. године. Назначио је место за темељ камене Успенске катедрале Кијево-Печерског манастира (изграђене 1073-1078).

## Смрти
- Папа Александар II
- Антоније Печерски

- Константин Диоген (син Романа IV)